# Serniki
Serniki – wieś w Polsce położona na Wysoczyźnie Lubartowskiej, w województwie lubelskim, w powiecie lubartowskim, w gminie Serniki.
Wieś szlachecka położona była w drugiej połowie XVI wieku w powiecie lubelskim województwa lubelskiego. W latach 1975–1998 miejscowość administracyjnie należała do ówczesnego województwa lubelskiego.
Miejscowość jest sołectwem, siedzibą gminy Serniki oraz rzymskokatolickiej parafii św. Marii Magdaleny.
Według Narodowego Spisu Powszechnego z roku 2011 wieś liczyła  mieszkańców.

## Historia
Dzisiejsze Serniki, nosiły kiedyś nazwę „Syrniki”, a w XV wieku – „Zyrniki”. Dopiero w 1676 roku nazwę zmieniono na obecną. Pierwsze wzmianki o wsi pochodzą już z 1330 roku, kiedy to sernickie dobra wchodziły w skład posiadłości kanonika krakowskiego, a król Władysław Łokietek zmienił dla nich prawo osadnictwa. Nazwa wsi wiąże się z serami dobrej jakości, jakie były wytwarzane przez jej mieszkańców.
Serniki znajdowały się między innymi we władaniu Osmólskich, Siennickich i Potockich. Eustachy Potocki zrefundował późnobarokowy kościół zaprojektowany przez Jakuba Fontanę. Został wybudowany na miejscu starego, spalonego kościoła i stoi do dziś. Kolejny właściciel Leon Popławski zbudował na terenie miejscowości przędzalnię bawełny, ale fabryka nie została uruchomiona, a maszyny sprzedano do Łodzi.
Dobra Sernickie przez kilkadziesiąt lat należały do rodziny Grabowskich. Mieli oni w Sernikach wspaniałą stajnię wyścigową. 22 czerwca 1870 roku ówczesny „Kurier Lubelski” pisał o niej tak: Otrzymaliśmy wiadomość ze W. Grabowski, dziedzic dóbr Łęczna i Serniki w tutejszej guberni, na odbytych w Wilnie wyścigach wszystkie prawie stawki i premie wygrał, pobiwszy i zdystansowawszy wszystkie konie – z końmi z jego stadniny rywalizujące.
W ówczesnych czasach Serniki były wsią uprzemysłowioną. Kiedyś znajdowała się tu fabryka guzików, garncarnia, cukrownia (powstała w 1841 roku), gorzelnia, papiernia i inne drobne zakłady. W okolicach Woli Sernickiej znajdowały się duże pokłady torfu, wydobywanego jednak tylko dla miejscowych potrzeb.
W 1847 w Syrnikach urodził się Gustaw Roszkowski.
W czasie II wojny światowej w okolicach dochodziło do walk między partyzantką nacjonalistyczną a komunistyczną. Raport Gwardii Ludowej donosił „Grupa endecka wspólnie z policją hasają po niektórych gminach pow. Lubartów. Między innymi zrobili nalot na wieś Przypisówkę. W odwet nasze oddziały spacyfikowały wieś Serniki 4 XI, wybijając 8 ludzi, zabito 4 dowódców, którzy brali udział w napadach na naszych ludzi, 2 również nie lepszych i jednego, o którym dam ustne wyjaśnienie. Raniono też 1 kobietę i 1 zabito. Ludność ustosunkowała się dodatnio do tego wypadu”.